# 도미니카 공화국 대통령
도미니카 공화국의 대통령(스페인어: Presidente de la República Dominicana)은 도미니카 공화국의 국가 원수이자 정부 수반이다. 임기는 4년이며, 1차례의 중임이 가능하다.

## 역대 대통령 목록(1844년~현재)
| 대                                                           | 사진 | 이름                            | 취임일           | 퇴임일               | 직위 |
| ------------------------------------------------------------ | ---- | ------------------------------- | ---------------- | -------------------- | --- |
| 제1공화국                                                    |      |                                 |                  |                      | |
| 1                                                            |      | 페드로 산타나                   | 1844년 11월 13일 | 1848년 8월 4일       | 대통령 |
|                                                              |      | 국무위원회                      | 1848년 8월 4일   | 1848년 9월 8일       | 국무위원회 위원 펠릭스 메르세나리오 도밍고 데 라 로차 호세 마리아 카미네로 마누엘 히메네스                                                                                                |
| 2                                                            |      | 마누엘 히메네스                 | 1848년 9월 18일  | 1849년 5월 29일      | 대통령 |
| 3                                                            |      | 부에나벤투라 바에즈             | 1849년 5월 29일  | 1853년 2월 15일      | 대통령 |
| 4                                                            |      | 페드로 산타나                   | 1853년 2월 15일  | 1856년 5월 26일      | 대통령 |
| 5                                                            |      | 마누엘 데 레글라 모타           | 1856년 5월 26일  | 1856년 10월 8일      | 대통령 |
| 6                                                            |      | 부에나벤투라 바에즈             | 1856년 10월 8일  | 1858년 6월 13일      | 대통령 |
| 7                                                            |      | 호세 데시데리오 발베르데        | 1858년 6월 13일  | 1858년 7월 28일      | 대통령 |
| 8                                                            |      | 페드로 산타나                   | 1858년 7월 28일  | 1861년 3월 18일      | 대통령 |
| 도미니카 공화국은 1861년에서 1865년까지 스페인에 병합되었다. |      |                                 |                  |                      | |
| 제2공화국                                                    |      |                                 |                  |                      | |
| 9                                                            |      | 페드로 안토니오 피멘텔          | 1865년 3월 25일  | 1865년 8월 4일       | 대통령 |
|                                                              |      | 호세 마리아 카브랄              | 1865년 8월 4일   | 1865년 11월 15일     | 최고 책임자 |
|                                                              |      | 페드로 기예르모                 | 1865년 11월 15일 | 1865년 12월 8일      | 대통령, 정부 관료 |
| 10                                                           |      | 부에나벤투라 바에즈             | 1865년 12월 8일  | 1866년 5월 29일      | 대통령 |
|                                                              |      | 삼두 정치                       | 1866년 5월 29일  | 1866년 8월 22일      | 삼두 정치 위원: 페드로 안토니오 피멘텔 그레고리오 루페론 페데리코 데 헤수스 가르시아 |
| 11                                                           |      | 호세 마리아 카브랄              | 1866년 8월 22일  | 1868년 1월 3일       | 대통령 |
| 12                                                           |      | 마누엘 알타그라시아 카세레스    | 1868년 1월 3일   | 1868년 2월 13일      | 대통령 |
|                                                              |      | 군사정부                        | 1868년 2월 13일  | 1868년 5월 2일       | 군사정부: 호세 안토니오 흥리아 프란시스코 안토니오 고메스 바에즈 호세 라몬 루치아노 이 프랑코                                                                                             |
| 13                                                           |      | 부에나벤투라 바에즈             | 1868년 5월 2일   | 1874년 1월 2일       | 대통령 |
|                                                              |      | 이그나시오 마리아 곤살레스      | 1874년 1월 2일   | 1874년 1월 22일      | 최고 책임자 |
|                                                              |      | 군사정부                        | 1874년 1월 22일  | 1874년 4월 6일       | |
| 14                                                           |      | 이그나시오 마리아 곤살레스      | 1874년 4월 6일   | 1876년 2월 23일      | 대통령 |
|                                                              |      | 국무 장관 회의                  | 1876년 2월 23일  | 1876년 4월 29일      | |
| 15                                                           |      | 울리스 프란시스코 에스파야트    | 1876년 4월 29일  | 1876년 10월 5일      | 대통령 |
|                                                              |      | 군사정부                        | 1876년 10월 5일  | 1876년 11월 11일     | |
|                                                              |      | 이그나시오 마리아 곤살레스      | 1876년 11월 11일 | 1876년 12월 9일      | 최고 책임자 |
|                                                              |      | 마르코스 안토니오 카브랄        | 1876년 12월 9일  | 1876년 12월 26일     | 대통령, 정부 관료 |
| 16                                                           |      | 부에나벤투라 바에즈             | 1876년 12월 26일 | 1878년 3월 2일       | 대통령 |
|                                                              |      | 국무 장관 회의                  | 1878년 3월 2일   | 1878년 3월 5일       | |
| 17                                                           |      | 체사레오 기예르모               | 1878년 3월 5일   | 1878년 7월 6일       | 대통령 |
| 18                                                           |      | 이그나시오 마리아 곤살레스      | 1878년 7월 6일   | 1878년 9월 2일       | 대통령 |
|                                                              |      | 군사정부                        | 1878년 9월 2일   | 1878년 9월 6일       | |
| 18                                                           |      | 자킨토 델 로사리오 데 카스트로  | 1878년 9월 7일   | 1878년 9월 29일      | 대통령 권한 대행 |
|                                                              |      | 국무 장관 회의                  | 1878년 9월 30일  | 1879년 2월 27일      | |
| 19                                                           |      | 체사레오 기예르모               | 1879년 2월 27일  | 1879년 12월 6일      | 대통령 |
| 20                                                           |      | 그레고리오 루페론               | 1879년 12월 6일  | 1880년 9월 1일       | 대통령 |
| 21                                                           |      | 페르난도 아르투로 데 메리뇨     | 1880년 9월 1일   | 1882년 9월 1일       | 대통령 |
| 22                                                           |      | 울리스 후레오                   | 1882년 9월 1일   | 1884년 9월 1일       | 대통령 |
| 23                                                           |      | 프란시스코 그레고리오 빌리니    | 1884년 9월 1일   | 1885년 5월 16일      | 대통령 |
| 24                                                           |      | 알레한드로 우스 이 길           | 1885년 5월 16일  | 1887년 1월 6일       | 대통령 |
| 25                                                           |      | 울리스 후레오                   | 1887년 1월 6일   | 1889년 2월 27일      | 대통령 |
|                                                              |      | 마누엘 마리아 가우티어          | 1889년 2월 27일  | 1889년 4월 30일      | 대통령 권한 대행 |
| 26                                                           |      | 울리스 후레오                   | 1889년 4월 30일  | 1899년 7월 26일      | 대통령 |
| 27                                                           |      | 후안 완슬라우 피게레오          | 1899년 7월 26일  | 1899년 8월 30일      | 대통령 |
|                                                              |      | 국무 장관 회의                  | 1899년 8월 30일  | 1899년 8월 31일      | |
|                                                              |      | 군사혁명위원회                  | 1899년 8월 31일  | 1899년 9월 4일       | |
|                                                              |      | 호라시오 바스케스               | 1899년 9월 4일   | 1899년 11월 15일     | 대통령, 관료 |
| 28                                                           |      | 후안 이시드로 히메네스 페레이라 | 1899년 11월 15일 | 1902년 5월 2일       | 대통령 |
|                                                              |      | 호라시오 바스케스               | 1902년 5월 2일   | 1903년 4월 23일      | 대통령, 관료 |
| 29                                                           |      | 알레한드로 우스 이 길           | 1903년 4월 23일  | 1903년 11월 24일     | 대통령 |
| 30                                                           |      | 카를로스 펠리페 모랄레스        | 1903년 11월 24일 | 1906년 1월 12일      | 대통령 |
|                                                              |      | 군사혁명위원회                  | 1905년 12월 25일 | 1905년 12월 29일     | |
| 31                                                           |      | 라몬 카세라스                   | 1906년 1월 12일  | 1911년 11월 19일     | 대통령 |
|                                                              |      | 군사혁명위원회                  | 1911년 11월 19일 | 1911년 12월 5일      | |
| 32                                                           |      | 에라디오 빅토리아               | 1911년 12월 5일  | 1912년 11월 30일     | 대통령 |
|                                                              |      | 아돌포 알레한드로 누엘          | 1912년 11월 30일 | 1913년 4월 13일      | 임시 대통령 |
|                                                              |      | 호세 보르다스 발데스            | 1913년 4월 14일  | 1914년 8월 27일      | 임시 대통령 |
|                                                              |      | 라몬 바에즈                     | 1914년 8월 28일  | 1914년 12월 5일      | 임시 대통령 |
| 33                                                           |      | 후안 이시드로 히메네스 페레이라 | 1914년 12월 5일  | 1916년 5월 7일       | 대통령 |
|                                                              |      | 군사혁명위원회                  | 1916년 5월 7일   | 1916년 7월 31일      | |
| 34                                                           |      | 프란시스코 헤니케스 이 카르바할 | 1916년 7월 31일  | 1916년 11월 29일     | 대통령 |
| 도미니카 공화국은 1916년에서 1924년까지 미국에 점령되었다.   |      |                                 |                  |                      | |
| 제3공화국                                                    |      |                                 |                  |                      | |
|                                                              |      | 후안 바우티스타 비시니 부르고스 | 1922년 10월 21일 | 1924년 7월 12일      | 임시 대통령 미국 점령하 시절(1916–1924) |
| 35                                                           |      | 오라시오 바스케스               | 1924년 7월 12일  | 1930년 3월 3일       | 대통령 |
|                                                              |      | 오라시오 바스케스               | 1930년 3월 3일   | 1930년 8월 16일      | 대통령 권한 대행 |
| 36                                                           |      | 라파엘 트루히요                 | 1930년 8월 16일  | 1938년 8월 16일      | 대통령 |
| 37                                                           |      | 야친토 베네토                   | 1938년 8월 16일  | 1940년 2월 24일      | 대통령 |
| 38                                                           |      | 마누엘 트론코소 드 라 외이      | 1940년 2월 24일  | 1942년 5월 18일      | 대통령 |
| 39                                                           |      | 라파엘 트루히요                 | 1942년 5월 18일  | 1952년 8월 16일      | 대통령 |
| 40                                                           |      | 엑토르 트루히요                 | 1952년 8월 16일  | 1960년 8월 3일       | 대통령 |
| 41                                                           |      | 호아킨 발라게르                 | 1960년 8월 3일   | 1962년 1월 16일      | 대통령 |
|                                                              |      | 군사위원회                      | 1962년 1월 16일  | 1962년 1월 18일      | |
| 42                                                           |      | 라파엘 필리베르토 보니넬리      | 1962년 1월 18일  | 1963년 2월 27일      | 대통령 |
| 43                                                           |      | 후안 보쉬                       | 1963년 2월 27일  | 1963년 9월 25일      | 대통령 |
|                                                              |      | 빅토르 엘비 비나스 로만         | 1963년 9월 25일  | 1963년 9월 26일      | 군사정부 의장 |
|                                                              |      | 삼두 정치                       | 1963년 9월 26일  | 1965년 4월 25일      | 삼두 정치 위원: 에밀리오 데 로스 산토스 이 살시에 (1963년 12월 22일까지) (의장) 도날드 리드 카브랄 (1963년 12월 29일부터) (의장) 마누엘 엔리케 타바레스 에스파일라트 라몬 타피아 에스피날 |
|                                                              |      | 혁명위원회                      | 1965년 4월 25일  | 1965년 4월 25일      | 혁명위원회 위원: 비니시오 페르난데스 페레스 조반니 구티에레스 라미레스 프란시스코 알베르토 카마뇨 데뇨 엘라디오 라미레스 산체스 페드로 바르톨로메 베누이트                                |
|                                                              |      | 호세 라파엘 몰리나 우레냐       | 1965년 4월 25일  | 1965년 4월 27일      | 임시 대통령 |
|                                                              |      | 페드로 바르톨로메 베누이트      | 1965년 5월 1일   | 1965년 5월 7일       | 임시 대통령 미국 점령하 시절(1965–1966) |
| 44                                                           |      | 안토니오 임버트 바레라          | 1965년 5월 7일   | 1965년 8월 30일      | 대통령 미국 점령하 시절(1965–1966) |
|                                                              |      | 엑토르 가르시아 고도이          | 1965년 9월 3일   | 1966년 7월 1일       | 임시 대통령 미국 점령하 시절(1965–1966) |
| 45                                                           |      | 호아킨 발라게르                 | 1966년 7월 1일   | 1978년 8월 16일      | 대통령 |
| 46                                                           |      | 안토니오 구스만 페르난데스      | 1978년 8월 16일  | 1982년 7월 4일(자살) | 대통령 |
| 47                                                           |      | 하코보 마흘루타                 | 1982년 7월 4일   | 1982년 8월 16일      | 대통령 |
| 48                                                           |      | 살바도르 호르헤 블랑코          | 1982년 8월 16일  | 1986년 8월 16일      | 대통령 |
| 49                                                           |      | 호아킨 발라게르                 | 1986년 8월 16일  | 1996년 8월 16일      | 대통령 |
| 50                                                           |      | 레오넬 페르난데스               | 1996년 8월 16일  | 2000년 8월 16일      | 대통령 |
| 51                                                           |      | 이폴리토 메히아                 | 2000년 8월 16일  | 2004년 8월 16일      | 대통령 |
| 52                                                           |      | 레오넬 페르난데스               | 2004년 8월 16일  | 2012년 8월 16일      | 대통령 |
| 53                                                           |      | 다닐로 메디나                   | 2012년 8월 16일  | 2020년 8월 16일      | 대통령 |
| 54                                                           |      | 루이스 아비나데르               | 2020년 8월 16일  | 현재                 | 대통령 |